# Saint-Pé-de-Léren
Saint-Pé-de-Léren è un comune francese di 261 abitanti situato nel dipartimento dei Pirenei Atlantici nella regione della Nuova Aquitania.
Il territorio del comune è bagnato dalla gave d'Oloron e dal suo tributario, torrente Vert.

## Società

### Evoluzione demografica
Abitanti censiti